# Comunitat de comunes Sausseron Impressionnistes
La Comunitat de comunes Sausseron Impressionnistes (oficialment: Communauté de communes Sausseron Impressionnistes) és una Comunitat de comunes del departament de la Val-d'Oise, a la regió de l'Illa de França.
Creada al 2002, està formada per 15 municipis i la seu es troba a Vallangoujard.

## Municipis
1. Arronville
2. Auvers-sur-Oise
3. Butry-sur-Oise
4. Ennery
5. Épiais-Rhus
6. Frouville
7. Génicourt
8. Hédouville
9. Hérouville-en-Vexin
10. Labbeville
11. Livilliers
12. Menouville
13. Nesles-la-Vallée
14. Vallangoujard
15. Valmondois